# Стівен Міллгаузер
Сті́вен Міллга́узер (англ. Steven Millhauser; нар. 3 серпня 1943, Нью-Йорк) — американський письменник, лауреат Пулітцерівської премії.

## Життєпис
Стівен Міллгаузер народився 3 серпня 1943 року Нью-Йорку, США; дитинство провів у Коннектикуті. Батько Стівена Міллхаузера був викладачем англійської мови в Міському коледжі Нью-Йорка, а згодом в Бриджпортському університеті. Стівен навчався в Колумбійському університеті, де 1965 року отримав ступінь бакалавра. З 1968 до 1971 року він навчався в Браунівському університеті, в якому мав намір здобути ступінь доктора. Його дисертація була присвячена літературі середньовіччя та ренесансу. 1971 року він залишив університет і зайнявся письменницькою працею. У 1986—1987 роках Міллхаузер викладав в коледжі міста Вільямстауна в штаті Массачусетс.
Протягом 1988—2003 року викладав англійську мову в Коледжі Скідмора в Саратога Спрінгс, штат Нью-Йорк.

## Визнання
- 1975 року Міллгаузер був відзначений Премією Медічі за свій перший роман.
- 1990 року — Всесвітня премія фентезі за найкращий твір короткої форми за оповідання «Ілюзіоніст».
- 1997 року — Пулітцерівська премія за художню книгу за роман «Мартін Дресслер: Казка про американського мрійника». Премія породила нову хвилю зацікавлення до автора і призвела до перевидання багатьох його творів.
- 2012 – «The Story Prize»

Твори Міллхаузера перекладено багатьома мовами.

## Вибрані твори

### Романи
- Edwin Mullhouse (1972) ISBN 0-679-76652-9
- Portrait of a Romantic (1977) ISBN 0-671-63089-X
- From the Realm of Morpheus (1986) ISBN 0-688-06501-5
- Martin Dressler: The Tale of an American Dreamer (1996) ISBN 0-517-70319-X
- Enchanted Night (1999) ISBN 0-375-70696-8
- The King in the Tree (2003) ISBN 0-375-41540-8

### Оповідання
Збірки оповідань
- In the Penny Arcade (1986) ISBN 1-56478-182-8
- The Barnum Museum (1990) ISBN 1-56478-179-8
- Little Kingdoms (1993) ISBN 0-375-70143-5
- The Knife Thrower and Other Stories (1998) ISBN 0-679-78163-3
- Dangerous Laughter: Thirteen Stories (2008) ISBN 0-307-26756-3
- '[We Others: New and Selected Stories (2011) ISBN 0-307-59590-0
- Voices in the Night (Alfred A. Knopf, April 2015)

## Екранізації
- 2006 року за оповіданням Міллхаузера «Ілюзіоніст Айзенгайм» було знято фільм «Ілюзіоніст», стрічка зібрала понад 120 мільйонів доларів.